# Аксель Ред
Аксель Ред (нидерл. Axelle Red, род. 15 февраля 1968, Хасселт, Бельгия) — бельгийская певица и автор песен. Во Франции она пользуется большим успехом, так как поет на французском языке (как и на английском, испанском и нидерландском).

## Биография
Аксель родилась 15 февраля 1968 года. Её настоящее имя — Фабьен Демаль (нидерл. Fabienne Demal). Отец, Роланд Демаль, был юристом, и Аксель сама поступила на юридический факультет в Брюссельском свободном университете. В 1993 году она получала диплом юридического факультета, и в том же году вышел её первый альбом «Sans Plus Attendre», благодаря которому она сразу стала известной во Франции, Швейцарии, Канаде и Бельгии. Так как она в основном поет на французском языке, прежде всего она пользуется популярностью во Франции. Её дебютный диск стал платиновым в Бельгии, более чем полмиллиона экземпляров были проданы во Франции.
В 1996 году Аксель сотрудничала с разными известными музыкантами от американского лейбла звукозаписи «Stax Records», такими как Стив Кроппер и Айзек Хейз. Они вместе выпустили новый сингл Аксель с музыкой в стиле соул («A Tâtons»), который также стал хитом.
Хотя Аксель в основном поет на французском, у неё «американская душа». Зачастую в её музыке слышен американский саунд, типичный для Аксель Ред. В 1997 году она впервые выступила в концертном зале Олимпия в Париже.
В 1998 году Аксель вышла замуж за Филипа Ванеса. В том же году она вместе с Юссу Н'Дуром (фр. Youssou N’Dour) она исполнила официальный гимн «La Cour des Grands» на церемонии инаугурации чемпионов мира по футболу на Стад де Франс в Париже. На арене Спортпалейса (нидерл. Sportpaleis) в Антверпене, Бельгия, а на арене Дворца конгрессов (фр. Palais des Congrès) в Париже она выступила с концертом «The Soul of Axelle Red». Вместе с Аксель выступили Уилсон Пикетт, Эдди Флойд, Перси Следж и Энн Пиблс. В том же году также вышел первый альбом певицы на испанском языке «Con Solo Pensarlo».
В следующем 1999 году вышел третий альбом Аксель под названием «Toujours Moi». Этот альбом также пользовался большим успехом, было продано более 0,8 млн экземпляров.
С самого начала своей карьеры Аксель пользовалась большим успехом не только в мире музыкантов, но и у публики.
Аксель музыку это средство передать весть о том, что происходит в нашем мире, а потому в её четвёртом альбоме «Face A/Face B», вышедшем в 2002 году, она осознанно спела об экстремизме, антиглобализме, наркотиках и о детях, которые стали солдатами. Она также посетила Камбоджу, Мексику и Вьетнам.
Аксель также сотрудничает с Шарлем Азнавуром и Франсисом Кабрелем.
В 2006 году, вышел альбом Аксель «Jardin Secret». В этом альбоме песни прозвучали более позитивно, нежели в её предыдущем альбоме (Faсе A/Face B). В этих песнях прозвучало послание о надежде и вере в будущее.
У Аксель и её мужа три дочери: Жанель (нидерл. Janelle, род. 1 января 1999), Глория (нидерл. Gloria, род. 24 июня 2003) и Билли (нидерл. Billie, род. 15 апреля 2005). Её муж также работает в музыкальной сфере.

## Гуманитарная деятельность
Уже 20 лет певица борется за права женщин и детей в местах военных действий и в развивающихся странах и за права женщин, которые были жертвами дискриминации. В 1992 году она для организации ЮНИСЕФА путешествовала в Лаосе и в Камбодже. Она использует музыку, чтобы передать весть о том что происходит в мире. С 1997 года Аксель — посол ЮНИСЕФ, Детского фонда ООН. С того же года она борется за подписание «Конвенции о запрете противопехотных мин в Оттаве». В Республике Гаити она встретилась с детьми, которых заключили в тюрьме в затруднительных положениях без честного процесса.
Аксель продолжает свою работу в развивающихся странах. Например, борется за честную торговлю с Сенегалом, поддерживает жертв цунами в Шри-Ланке. Она также участвовала в концерте ООН в честь шестидесятилетия организации, где Кофи Аннан поблагодарил Аксель за её гуманитарную деятельность.

## Награды
Аксель получила самую престижную французскую музыкальную награду Виктуар де ля мюзик, «Музыкальные победы» (фр. Victoires de la musique), для самой лучшей певицы 1999 года.
Кроме этого, Аксель в сентябре 2006 году, стала кавалером самого важного ордена в сфере культуры Франции — Ордена Искусств и литературы. В Бельгии она в 2007 году, получила из рук короля Альберта II (Орден Короны) за выполнение социальной миссии. Университет Хасселта присвоил ей почетный титул «Doctor Honoris Causa», за её гуманитарную и музыкальную деятельность.

## Дискография
- Sans plus attendre (Больше не ждать) — 01.10.1993
- A tâtons (Ощупью) — 18.18.1996
- Mon café (Мой кафе) — 1997
- Con solo pensarlo — 05.06.1998
- Toujours moi (Всегда я) — 22.03.1999
- Alive (Живой) — 17.11.2000
- Face A/ Face B (Лицо А/ Лицо Б) — 15.11.2002
- Long box (Длинная коробка) — 08.12.2003
- French Soul (Французская душа) — 25.10.2004
- Jardin secret (Секретный сад) — 08.09.2006
- Sisters & empathy — 16.01.2009
- Un coeur comme le mien (Сердце как мое) — 01.04.2011
- Rouge ardent — 2013